# Luis Duque Gómez
Luis Duque Gómez (Marinilla, 20 de abril de 1916-Santa Fe de Bogotá, 27 de diciembre de 2000) fue un arqueólogo y académico colombiano cuya máxima contribución fueron sus estudios arqueológicos del Parque arqueológico de San Agustín, declarado por la Unesco Patrimonio de la Humanidad en 1995.

## Biografía

### Sus estudios iniciales
En Marinilla cursó estudios hasta primero de bachillerato en el Colegio San José donde en donde ganó su primer concurso durante la conmemoración del primer centenario de la muerte del Libertador obteniendo el premio al mejor trabajo Bolivariano. Sin embargo, debido a la Depresión de 1929 su familia es forzada a trasladarse a Sonsón y de allí a Medellín donde culminó sus estudios de bachillerato en el Liceo Antioqueño. En todos estos establecimientos se destacó como el mejor estudiante.

### Estudios superiores
En 1937, ingresa a la Escuela Normal Superior (Colombia) regentada por Jose Francisco Socarrás con una brillante nómina de profesores, entre ellos el antropólogo Justus Wolfanm Shotelius, el lingüista Urbano González de la Calle, el historiador Rudolf Hommes, el geógrafo Pablo Villa, y pedagogos de la talla de Don Manuel José Casas Manrique, Don Agustín Nieto Caballero y Don Antonio García. En esta etapa de su vida fue decisiva la influencia del sabio americanista Paul Rivet, quien llegó de París invitado por el presidente Santos huyendo de la hecatombe Europea de 1939, enarbolando la bandera de la Francia Libre y de las ideas socialistas. El autor de invaluables contribuciones a la etnología mundial, pronto descubrió las excepcionales calidades de su discípulo Luis Duque Gómez a quien distinguió como su colaborador. Por esta época curso simultáneamente estudios de Derecho en la Universidad Libre, hasta cuando Rivet lo envía a explorar la región QUIMBAYA en Caldas, donde nació su admirable proyección arqueológica. A finales de 1941 recibió el título de Licenciado en Ciencias Sociales, curriculum al que adiciono el diploma de Etnólogo del Instituto Etnológico Nacional en 1951, y el de Doctor en Ciencias Sociales y Económicas de la Escuela Normal Superior en el mismo año. Comisionado desde el año de 1943 por el Ministerio de Educación para adelantar trabajos de investigación en el área de San Agustín Huila-Colombia. Los modelos teóricos y metodológicos desarrollados en las investigaciones de San Agustín marcaron nuevos rumbos para la Arqueología en Colombia. Su labor allí se prolonga por más de 9 lustros que permiten la reconstrucción cultural del largo periodo entre 3.300 años antes de Cristo y 1.600 de nuestra era. La monumental obra Agustiniana constituye uno de los pilares de nuestra prehistoria y trasciende el ámbito internacional. La sistemática estratigráfica, tipológica, y el alcance etnológico de su investigación, constituyen un ejemplo de rigor científico. Entre sus numerosas y documentadas observaciones sobre el arte escultórico y costumbres Necrolatricas se destacan entre otras, la presencia del doble yo y la similitud de las figuras enmascaradas del águila, la serpiente y la rana tanto en las representaciones Totonacas y Aztecas como en el área Agustiniana. Con los Olmecas encuentra semejanzas en el culto al jaguar y la representación del sapo como símbolo funerario de la tierra. En el arte escultórico del Salvador y Costa Rica, señala profusa correspondencia con los elementos agustinianos. Plantea el doctor Duque en su obra, importantes relaciones entre cerámicas de San Agustín y las de otras áreas como las de momil, el bajo Amazonas y Venezuela. El arqueólogo Duque Gómez no se limitó a la reconstrucción del pretérito, su visión sociológica se proyectó sobre toda la comunidad impulsando numerosas obras de beneficio social. Todo este trascender hizo merecedor a San Agustín a la consagración de Patrimonio de la Humanidad. Perteneció a la primera promoción del Instituto, siendo alumno de Paul Rivet. Fue director del Instituto Etnológico desde 1944 y 1952. Fue director del Servicio Arqueológico en 1946, el cual se fusionó con el Instituto Etnológico en 1953 para formar el Instituto Colombiano de Antropología, del cual fue director en 1956. Durante este periodo participó en la redacción de la Ley 163 de 1959 sobre la defensa del patrimonio histórico y artístico de la nación, que rige en la actualidad.

## Estudios en la Universidad de Harvard
Luego de su fructífera gestión, Luis Duque Gómez fue beneficiado con la beca Guggenheim otorgada por la John Simon Guggenheim Memorial Foundation para estudiar en la Universidad de Harvard, la cual le abrió sus puertas en 1952. Allí como resultado de un año de labores publicó su obra Colombia Monumentos Históricos y Arqueológicos de cuya lectura se obtiene una visión global de la historia del arte colonial colombiano. En el campo de la Arqueología Colonial, cabe destacar que por comisión de la Academia Colombiana de Historia, fue encargado en 1957, de localizar la tumba del Sabio Mutis en la Iglesia de Santa Inés y rescatar sus restos. Fue decano de la Facultad de Ciencias de la Educación de la Universidad Nacional en 1963 hasta 1966. Profesor asociado, encargado de la cátedra de Antropología, y luego director del Departamento de Antropología. Posteriormente se desempeñó como Secretario General durante los anos de 1968 y 1969 e hizo parte de la comisión de reforma de la universidad durante el gobierno de Carlos Lleras Restrepo. Finalmente fue nombrado Rector de la Universidad Nacional en 1973. Al finalizar su gestión como rector, fue condecorado con la Orden de Boyacá en el grado de Comendador. Fue director del Museo del Oro y de la Fundación de Investigaciones Arqueológicas Nacionales desde 1971.
Su producción intelectual incluye 28 libros y 104 artículos o capítulos en libros, la mayoría de los cuales están relacionados con sus investigaciones arqueológicas de la cultura San Agustín. Su obra Exploraciones Arqueológicas de San Agustín publicada en 1966, es el testimonio de casi 20 anos de exploraciones. También se debe mencionar la guía para el visitante común de la zona, San Agustín, reseña arqueológica de la cual se han publicado quince mil ejemplares., Huila. 
El resultado de sus múltiples exploraciones contribuyó a que el Banco de la República creara la Fundación de Investigaciones Arqueológicas Nacionales FIAN, con el objeto de asegurar la continuidad de las exploraciones arqueológicas en San Agustín y financiar las publicaciones de los trabajos allí realizados para después ampliar su cobertura a Tierradentro y otras zonas del país.
El boletín de Arqueología, la Revista del Instituto Etnológico Nacional y la Revista del Folclore reflejan el alto nivel investigativo, producto de su gestión, y los parque arqueológicos de San Agustín, Tierradentro y Facatativa, así como los Institutos Etológicos del Cauca, Magdalena y Atlántico alcanzaron sorprendente desarrollo.
Su trabajo puede clasificarse dentro de la arqueología normativa, en la que uno de los principales objetivos fue el establecimiento de los límites de áreas culturales y la determinación precisa de secuencias cerámicas que permitieran datar los diferentes sitios y estructuras arqueológicas. En el primer caso, Duque determinó, de acuerdo a sus hallazgos en Quinchana, el límite sur de la cultura agustiniana. Duque también realizó excavaciones detalladas de tumbas en San Agustín y reportó nuevas esculturas de piedra.
Miembro Correspondiente, de Número, Secretario, Vicepresidente y posteriormente durante dos oportunidades Presidente de la Academia Colombiana de Historia, donde impulso obras de la magnitud de la Historia Extensa de Colombia del cual es autor de los primeros volúmenes. Durante su segundo periodo como Presidente reinicio la labor de publicar los bolsilibros y modernizó el Boletín de Historia y Antigüedades.  Impulso así mismo los cursos del Instituto Superior de Historia. Renunció a la presidencia de esta institución pocos días antes de su muerte. Puestos de honor le fueron confiados igualmente en la Academia Colombiana de Ciencias, en la Sociedad Geográfica, en las Academias de Historia Eclesiástica y de Historia de Bogotá, en las Reales Academias de Historia y de Ciencias de España, en la Sociedad Bolivariana, en la Academia de la Lengua , perteneció además a otras 27 academias nacionales e internacionales. Presidió la Junta Nacional del Folclor. 
Entre los mencionados galardones que recibió con su habitual modestia, pueden mencionarse La Orden de Boyacá en el grado de Comendador, La Orden Nacional al Mérito en la categoría de Gran Oficial, La Orden de la Democracia de la Cámara de Representantes, Medalla Museo del Oro 50 anos, y el Premio Nacional al Mérito Científico a la vida y obra de un científico, postulado por la Academia de Ciencias Exactas Físicas y Naturales, cuya vida se ha estado por completa consagrada a la investigación, a la docencia y a trazar caminos nuevos en los campos de la arqueología, la antropología y la historia de Colombia. La población de San Agustín como homenaje a su trabajo y consagración le otorgó la Orden de la Chaquira en 1994.

## Algunas publicaciones
- 2005. Colombia: monumentos históricos y arqueológicos. Vol. 163 de Biblioteca de historia nacional. 2ª ed. de Academia Colombiana de Historia, 463 pp. ISBN 9589576508
- 1995. Textos antipáticos: crónicas, reportajes, artículos y discursos. Con Delimiro Moreno. Editorial Gente Nueva, 244 pp.
- 1993. Arqueología de San Agustín: Exploraciones arqueológicas realizadas en el Alto de Las Piedras (1975-1976). Nº 55 de Publicación de la Fundación de Investigaciones Arqueológicas Nacionales. Con Julio César Cubillos. Ed. Fundación de Investigaciones Arqueológicas Nacionales, Banco de la República, 90 pp.
- 1985. Román Gómez: Municipalismo y concordia nacional. Colección Pensadores Políticos Colombianos. Editor Cámara de Representantes, 309 pp.
- 1980. San Agustín Colombia. Editora Arco, Bogotá.
- 1975. Historia extensa de Colombia. Vol. 2 y 8. Con Sergio Elías Ortiz, Juan Friede, Manuel Lucena Salmoral, Manuel José Forero, Luis Galvis Madero, Carlos Restrepo Canal, Luis Martínez Delgado, Francisco Andrade S., Juan Manuel Pacheco, Miguel Aguilera, Abel Cruz Santos, Camilo Riaño, Guillermo Plazas Olarte, Javier Arango Ferrer, Luis Alberto Acuña, Carlos Arbeláez Camacho, Andrés Pardo Tovar, Abel Naranjo Villegas, Luis Guillermo Durán. Ed. Lerner
- 1971. Cultura quimbaya. Nº 2 de Catálogos de arqueología colombiana. Editor Banco Popular, 16 pp.
- 1963. Historia de Pereira. Con Juan Friede, Jaime Jaramillo Uribe. Editor Club Rotario de Pereira, 418 pp.